# 勝井清一郎
勝井 清一郎（かつい せいいちろう、1900年12月1日 - 1981年）は、日本の実業家・大工職人。新潟県三島郡出身。
新潟の小学校卒業後、長野県松本市の高桑組に丁稚奉公。兵役の後、北海道岩見沢市に移住し、父の家業・井桁勝井組を手伝う。1938年に勝井寅吉の家督を相続し、岩見沢尋常高等小学校を竣工させる。戦時中は、北海道大工工事業統制組合にて、山崎三次郎や高橋政吉とともにまとめ役に回る。終戦後、1947年に使用人たちも復員し、1948年、炭鉱の需要増加に伴い、茂尻炭鉱住宅200戸の建築を皮切りに、岩見沢検察庁庁舎、滝川刑務所新築、岩見沢保健所などを立て続けに請け負う。1950年に勝井組土建に改組し、社長に就く。1975年には完成工事高が9億円を超える。
空知建設業協会理事、北海道建築士会監事、岩見沢建設業協会会長、空知信用金庫外部理事など要職を歴任。
父と同様に伊藤組土建創業者の伊藤亀太郎を敬愛し、社名や会社の商標すらも模範とした。越後大工なだけに誠実・信用・勤勉をモットーに部下の大工職人を可愛がり、職人の成り手が不足する事はまず無かったという。
家族は、父に勝井寅吉、子息に、勝井祐輔、叔父に勝井勝太郎、外祖父に勝井森太郎がいる。

## 受賞歴
岩見沢市政功労者表彰（1963年、1971年）